# Eudokia z Trapezuntu
Eudokia z Trapezuntu (zm. po 4 września 1395) – trapezuncka księżniczka. 

## Życiorys
Była córką Aleksego III Komnena i Teodory Kantakuzeny. Jej siostrą była Anna z Trapezuntu, bratem zaś Manuel III Wielki Komnen. 8 października 1378 została żoną muzułmańskiego emira Tadjeddina Paszy. Po śmierci pierwszego męża została wydana za mąż na Konstantyna Dragasza, władcy państewka na południu Bułgarii i wschodniej Macedonii, ze stolicą w Kiustendił (Велбъжд). Jej mąż zginął w 1395 w bitwie na Rowinie, jako wasal sułtana Bajazyda I Błyskawicy.